# Kenia na Letnich Igrzyskach Olimpijskich 2012
Kenię na Letnich Igrzyskach Olimpijskich 2012, które odbyły się w Londynie, reprezentowało 47 zawodników. Zdobyli oni 11 medali: 2 złote, 4 srebrne i 5 brązowych, zajmując 28 miejsce w klasyfikacji medalowej.
Był to trzynasty start reprezentacji Kenii na letnich igrzyskach olimpijskich.

## Zdobyte medale
| Medal  | Zawodnik                 | Dyscyplina    | Konkurencja                    | Rezultat   | Data        |
| ------ | ------------------------ | ------------- | ------------------------------ | ---------- | ----------- |
| Złoto  | Ezekiel Kemboi           | Lekkoatletyka | 3000 m z przeszkodami mężczyzn | 8:18.56    | 5 sierpnia  |
| Złoto  | David Rudisha            | Lekkoatletyka | 800 m mężczyzn                 | 1:40.91 WR | 9 sierpnia  |
| Srebro | Sally Kipyego            | Lekkoatletyka | 10000 m kobiet                 | 30:26.37   | 3 sierpnia  |
| Srebro | Priscah Jeptoo           | Lekkoatletyka | maraton kobiet                 | 2:23:12    | 5 sierpnia  |
| Srebro | Vivian Cheruiyot         | Lekkoatletyka | 5000 m kobiet                  | 15:04.73   | 10 sierpnia |
| Srebro | Abel Kirui               | Lekkoatletyka | maraton mężczyzn               | 2:08:27    | 12 sierpnia |
| Brąz   | Vivian Cheruiyot         | Lekkoatletyka | 10000 m kobiet                 | 30:30.44   | 3 sierpnia  |
| Brąz   | Abel Kiprop Mutai        | Lekkoatletyka | 3000 m z przeszkodami mężczyzn | 8:19.73    | 5 sierpnia  |
| Brąz   | Timothy Kitum            | Lekkoatletyka | 800 m mężczyzn                 | 1:42.53    | 9 sierpnia  |
| Brąz   | Thomas Pkemei Longosiwa  | Lekkoatletyka | 5000 m mężczyzn                | 13:42.36   | 11 sierpnia |
| Brąz   | Wilson Kipsang Kiprotich | Lekkoatletyka | maraton mężczyzn               | 2:09:37    | 12 sierpnia |

## Reprezentanci

### Boks
Mężczyźni
| Zawodnik        | Konkurencja      | 1/16             | 1/8              | Ćwierćfinały     | Półfinały        | Finał            | Finał   |    |
| Zawodnik        | Konkurencja      | Przeciwnik Wynik | Przeciwnik Wynik | Przeciwnik Wynik | Przeciwnik Wynik | Przeciwnik Wynik | Pozycja |    |
| --------------- | ---------------- | ---------------- | ---------------- | ---------------- | ---------------- | ---------------- | ------- | -- |
| Benson Njangiru | Musza (do 52 kg) | Abdelaal P 16-19 | NQ               | NQ               | NQ               | NQ               | NQ      | NQ |

Kobiety
| Zawodniczka       | Konkurencja        | 1/8                 | Ćwierćfinały        | Półfinały           | Finał               | Finał   |
| Zawodniczka       | Konkurencja        | Przeciwniczka Wynik | Przeciwniczka Wynik | Przeciwniczka Wynik | Przeciwniczka Wynik | Pozycja |
| ----------------- | ------------------ | ------------------- | ------------------- | ------------------- | ------------------- | ------- |
| Elizabeth Andiego | Średnia (do 75 kg) | Wolnowa P 11-20     | NQ                  | NQ                  | NQ                  | NQ      |

### Lekkoatletyka
Mężczyźni
Konkurencje biegowe
| Konkurencja                   | Zawodnik                                                        | Runda 1  | Runda 1 | Runda 2  | Runda 2 | Półfinał | Półfinał | Finał    | Finał   |
| Konkurencja                   | Zawodnik                                                        | Rezultat | Pozycja | Rezultat | Pozycja | Rezultat | Pozycja  | Rezultat | Pozycja |
| ----------------------------- | --------------------------------------------------------------- | -------- | ------- | -------- | ------- | -------- | -------- | -------- | ------- |
| Bieg na 800 m                 | Anthony Chemut                                                  | 1:47.42  | 2.      | —        | —       | 1:45.63  | 4.       | NQ       | NQ      |
| Bieg na 800 m                 | Timothy Kitum                                                   | 1:45.72  | 2.      | —        | —       | 1:44.63  | 2.       | 1:42.53  | brąz    |
| Bieg na 800 m                 | David Rudisha                                                   | 1:45.90  | 1.      | —        | —       | 1:44.35  | 1.       | 1:40.91  | złoto   |
| Bieg na 1500 m                | Nixon Chepseba                                                  | 3:42.29  | 9.      | —        | —       | 3:34.89  | 4.       | 3:39.04  | 11.     |
| Bieg na 1500 m                | Silas Kiplagat                                                  | 3:39.79  | 4.      | —        | —       | 3:34.60  | 2.       | 3:36.19  | 7.      |
| Bieg na 1500 m                | Asbel Kiprop                                                    | 3:36.59  | 3.      | —        | —       | 3:42.92  | 2.       | 3:39.04  | 12.     |
| Bieg na 5000 m                | Isiah Koech                                                     | 13:25.64 | 2.      | —        | —       | —        | —        | 13:43.83 | 5.      |
| Bieg na 5000 m                | Thomas Longosiwa                                                | 13:15.41 | 3.      | —        | —       | —        | —        | 13:42.36 | brąz    |
| Bieg na 5000 m                | Edwin Soi                                                       | 13:27.06 | 6.      | —        | —       | —        | —        | NQ       | NQ      |
| Bieg na 10000 m               | Bedan Karoki                                                    | —        | —       | —        | —       | —        | —        | 27:32.94 | 5.      |
| Bieg na 10000 m               | Wilson Kiprop                                                   | —        | —       | —        | —       | —        | —        | DNF      | DNF     |
| Bieg na 10000 m               | Moses Masai                                                     | —        | —       | —        | —       | —        | —        | 27:41.34 | 12.     |
| Bieg na 400 m przez płotki    | Vincent Kosgei                                                  | 50.80    | 7.      | —        | —       | NQ       | NQ       | NQ       | NQ      |
| Bieg na 400 m przez płotki    | Boniface Mucheru                                                | 50.33    | 6.      | —        | —       | NQ       | NQ       | NQ       | NQ      |
| Bieg na 3000 m z przeszkodami | Ezekiel Kemboi                                                  | 8:20.97  | 2.      | —        | —       | —        | —        | 8:18.56  | złoto   |
| Bieg na 3000 m z przeszkodami | Brimin Kipruto                                                  | 8:28.62  | 1.      | —        | —       | —        | —        | 8:23.03  | 5.      |
| Bieg na 3000 m z przeszkodami | Abel Mutai                                                      | 8:17.70  | 3.      | —        | —       | —        | —        | 8:19.73  | brąz    |
| Maraton                       | Wilson Kipsang Kiprotich                                        | —        | —       | —        | —       | —        | —        | 2:09:37  | brąz    |
| Maraton                       | Abel Kirui                                                      | —        | —       | —        | —       | —        | —        | 2:08:27  | srebro  |
| Maraton                       | Emmanuel Mutai                                                  | —        | —       | —        | —       | —        | —        | 2:14:49  | 17.     |
| Sztafeta 4x400 m              | Alphas Kishoyian Boniface Mucheru Vincent Mumo Boniface Mweresa | DSQ      | DSQ     | —        | —       | —        | —        | NQ       | NQ      |

Konkurencje techniczne
| Konkurencja    | Zawodnik    | Eliminacje | Eliminacje | Finał    | Finał   |
| Konkurencja    | Zawodnik    | Rezultat   | Pozycja    | Rezultat | Pozycja |
| -------------- | ----------- | ---------- | ---------- | -------- | ------- |
| Rzut oszczepem | Julius Yego | 81.81      | 9.         | 77.15    | 12.     |

Kobiety
Konkurencje biegowe
| Konkurencja                   | Zawodnik              | Runda 1  | Runda 1 | Runda 2  | Runda 2 | Półfinał | Półfinał | Finał    | Finał   |
| Konkurencja                   | Zawodnik              | Rezultat | Pozycja | Rezultat | Pozycja | Rezultat | Pozycja  | Rezultat | Pozycja |
| ----------------------------- | --------------------- | -------- | ------- | -------- | ------- | -------- | -------- | -------- | ------- |
| Bieg na 400 m                 | Joy Nakhumicha Sakari | 51.85    | 3.      | —        | —       | 52.95    | 8.       | NQ       | NQ      |
| Bieg na 800 m                 | Pamela Jelimo         | 2:00.54  | 1.      | —        | —       | 1:59.42  | 1.       | 1:57.59  | 4.      |
| Bieg na 800 m                 | Janeth Jepkosgei      | 2:01.04  | 1.      | —        | —       | 1:58.26  | 3.       | 2:00.19  | 8.      |
| Bieg na 800 m                 | Cherono Koech         | 2:08.43  | 3.      | —        | —       | 2:00.53  | 5.       | NQ       | NQ      |
| Bieg na 1500 m                | Faith Chepngetich     | 4:08.78  | 9.      | —        | —       | NQ       | NQ       | NQ       | NQ      |
| Bieg na 1500 m                | Hellen Obiri          | 4:05.40  | 4.      | —        | —       | 4:02.30  | 5.       | 4:16.57  | 12.     |
| Bieg na 1500 m                | Eunice Sum            | 4:16.95  | 10.     | —        | —       | NQ       | NQ       | NQ       | NQ      |
| Bieg na 5000 m                | Vivian Cheruiyot      | 15:01.54 | 2.      | —        | —       | —        | —        | 15:04.73 | srebro  |
| Bieg na 5000 m                | Viola Kibiwot         | 14:59.31 | 3.      | —        | —       | —        | —        | 15:11.59 | 6.      |
| Bieg na 5000 m                | Sally Kipyego         | 15:01.87 | 3.      | —        | —       | —        | —        | 15:05.79 | 4.      |
| Bieg na 10000 m               | Joyce Chepkirui       | —        | —       | —        | —       | —        | —        | DNF      | DNF     |
| Bieg na 10000 m               | Vivian Cheruiyot      | —        | —       | —        | —       | —        | —        | 30:30.44 | brąz    |
| Bieg na 10000 m               | Sally Kipyego         | —        | —       | —        | —       | —        | —        | 30:26.37 | srebro  |
| Bieg na 400 m przez płotki    | Maureen Maiyo         | 1:02.16  | 7.      | —        | —       | NQ       | NQ       | NQ       | NQ      |
| Bieg na 3000 m z przeszkodami | Milcah Chemos         | 9:27.09  | 3.      | —        | —       | —        | —        | 9:09.88  | 4.      |
| Bieg na 3000 m z przeszkodami | Mercy Njoroge         | 9:25.99  | 3.      | —        | —       | —        | —        | 9:26.73  | 10.     |
| Bieg na 3000 m z przeszkodami | Lydia Rotich          | 9:42.03  | 8.      | —        | —       | —        | —        | NQ       | NQ      |
| Maraton                       | Priscah Jeptoo        | —        | —       | —        | —       | —        | —        | 2:23:12  | srebro  |
| Maraton                       | Mary Keitany          | —        | —       | —        | —       | —        | —        | 2:23:56  | 4.      |
| Maraton                       | Edna Kiplagat         | —        | —       | —        | —       | —        | —        | 2:27:52  | 20.     |

### Pływanie
Mężczyźni
| Zawodnik      | Konkurencja          | Eliminacje | Eliminacje | Półfinał | Półfinał | Finał | Finał   |
| Zawodnik      | Konkurencja          | Czas       | Miejsce    | Czas     | Miejsce  | Czas  | Miejsce |
| ------------- | -------------------- | ---------- | ---------- | -------- | -------- | ----- | ------- |
| David Dunford | 50 m st. dowolnym    | 22.72      | 27.        | NQ       | NQ       | NQ    | NQ      |
| David Dunford | 100 m st. dowolnym   | 49.60      | 26.        | NQ       | NQ       | NQ    | NQ      |
| Jason Dunford | 100 m st. motylkowym | 52.23      | 15.        | 52.16    | 12.      | NQ    | NQ      |

### Podnoszenie ciężarów
| Zawodnik            | Konkurencja | Rwanie | Rwanie  | Podrzut | Podrzut | Razem  | Pozycja |
| Zawodnik            | Konkurencja | Wynik  | Pozycja | Wynik   | Pozycja | Razem  | Pozycja |
| ------------------- | ----------- | ------ | ------- | ------- | ------- | ------ | ------- |
| Mercy Apondi Obiero | -69 kg (k)  | 76 kg  | 14.     | 105 kg  | 13.     | 181 kg | 13.     |